# Robbedoes en Kwabbernoot (album)
Robbedoes en Kwabbernoot (Spirou et Fantasio) is een stripalbum uit de reeks De avonturen van Robbedoes rond Robbedoes en Kwabbernoot. Het werd getekend en geschreven door André Franquin en Jijé. Het album werd voor het eerst uitgebracht in 1948 op een vierkant formaat. Een facsimile met beperkte oplage verscheen in 2010. Beide uitgaves verschenen bij uitgeverij Dupuis.
Het album bestaat uit vier verhalen:
- De tank, verscheen voor het eerst in de Robbedoes Almanak 1947.
- Robbedoes en het geprefabriceerde huis, verscheen voor het eerst in weekblad Spirou tussen 23 mei 1946 en 3 oktober 1946.
- De erfenis, verscheen voor het eerst in Spirou tussen 19 december 1946 en 11 september 1947.
- Radar de robot, verscheen voor het eerst in Spirou tussen 16 oktober 1947 en 8 april 1948.

De vier verhalen zijn later opgenomen in twee albums uit de reeks jeugdzonden: De erfenis en Radar de robot. Beide albums werden nog later opnieuw uitgegeven als een aparte, buiten reeks van Robbedoes en Kwabbernoot.
Robbedoes en Kwabbernoot was het eerste stripalbum van Franquin. Het werd gevolgd door 4 avonturen van Robbedoes, nu nummer 1 uit de reeks, waarin ook het vervolg staat op Radar de robot, namelijk Robbedoes en de plannen van de robot. Hoewel dat laatste verhaal steeds beschikbaar was in het album, was de logische voorganger jaren onvindbaar tot de uitgave van album Radar de robot in 1976.
Zoals de meeste strips in die tijd werden de verhalen in dit album bedacht tijdens het tekenen; er was dus geen scenario. Belangrijker dan een scenario was dat de lezer van het weekblad zin had om het vervolg op het verhaal de volgende week te lezen.

## Achtergrond
Franquin werkte in de jaren 40 voor de tekenfilmstudio's C.B.A., waar hij onder andere Morris leerde kennen. Morris trok naar Le Moustique, een tijdschrift van uitgeverij Dupuis. Daar stelde hij ook Franquin voor. Ze leerden er tekenaar Jijé kennen, die hen onder zijn hoede nam. Jijé werkte sinds 1943 aan de avonturen van Robbedoes, maar enkele jaren later gaf Jijé enkele van zijn reeksen uit handen, waaronder ook Robbedoes en Kwabbernoot. Dupuis vroeg Franquin om Robbedoes en Kwabbernoot over te nemen. Franquin had nog nooit een Robbedoesverhaal gelezen en startte in 1946 enkel aan de hand van een aantal schetsen van Jijé aan het korte avontuur De tank. Het verhaal verscheen later dat jaar in de Robbedoes Almanak 1947, dat door de papierschaarste uit de Tweede Wereldoorlog verscheen in plaats van het gebruikelijke blad Robbedoes/Spirou. Het verhaal is duidelijk geïnspireerd op de bevrijding en voorziet ook een plaats voor de "Amis de Spirou" (A.D.S.), de fanclub van Robbedoes.
De tank werd positief onthaald: Franquin slaagde voor de test. Jijé kon gerustgesteld naar Italië vertrekken om zich te documenteren voor een verbeterde versie van zijn strip over Don Bosco. Jijé was begonnen aan het verhaal Robbedoes en het geprefabriceerde huis, maar tijdens de loop van het verhaal vroeg hij Franquin om over te nemen. Franquin nam over op 20 juni 1946 na een passage waarin Kwabbernoot een plan laat vliegen. De plaat waarin Robbedoes en Kwabbernoot het plan achtervolgen is van Franquins hand. Franquin probeerde zich aan de tekenstijl van Jijé te houden om de lezers niet in verwarring te brengen. Een van de platen zou later hertekend worden voor de heruitgave van het verhaal: een joodse kleermaker die Kwabbernoot kleren verkoopt wordt veranderd in een ander personage.
Na dit verhaal zocht Franquin een nieuw verhaal. In afwachting maakte hij enkele korte verhalen, daarna startte hij aan zijn eerste eigen lange avontuur: De erfenis. In De erfenis krijgt Franquins vader een rolletje als oude notaris, zijn vriend Georges Salmon als piloot. Het verhaal speelt zich deels af in het gekoloniseerde Afrika van die tijd.
Dit verhaal werd gevolgd door een kort verhaal en daarna door De gekke geleerde, later herdoopt tot Radar de robot. Opvallend is dat Robbedoes in dit verhaal snel naar wapens grijpt. Voor de "lelijkheid en vulgariteit" van enkele personages kreeg Franquin op zijn donder van uitgever Dupuis.
Voor Radar de robot kreeg Franquin hulp van Jijé, bij wie hij toen op het atelier werkte. Franquin kwam in de loop van het verhaal - hij gebruikte nog geen scenario's - vast te zitten en Jijé schoot hem te hulp. Zo bedacht Jijé de scène waarin Spip Kwabbernoot komt redden met een touw. Jijé tekende zelfs twee prentjes uit die scène. Ook de sprakeloze scène met de brandweerlui is een creatie van Jijé. Voor bundel 24 van weekblad Spirou tekende Jijé bovendien de cover die was geïnspireerd op Radar de robot.
Franquin probeerde voor Radar de robot iets nieuws uit: om tijd te sparen, wou hij het inkten vermijden door een donker potlood te gebruiken. Op plaat 12 zijn de onderste drie stroken op die manier getekend. Het experiment viel echter tegen: het kostte Franquin uiteindelijk meer werk dan met inkten en gommen veroorzaakte vervelende vlekken.

## Verhalen

### De tank
Kwabbernoot koopt een tank. Hij en Robbedoes proberen hem uit, maar ze weten echter niet hoe het voertuig te besturen en vernielen zo een aantal huizen in de stad. Robbedoes en Kwabbernoot willen hun schade herstellen en slaan aan het metselen. Een grote groep kinderen helpt hen daar vrijwillig bij. Als alle schade is hersteld, toont Kwabbernoot zijn nieuwe plannen met de tank: hij gebruikt hem voor afbraakwerken. Hij wordt gebeld door een klant, maar wederom gaat het verkeerd: Kwabbernoot breekt een verkeerd huis af.

### Robbedoes en het geprefabriceerde huis
Kwabbernoot wordt aangenomen voor een job om prefabhuizen aan de kust te promoten. Zijn onhandigheid speelt hem parten en het bouwen mislukt, met ontevreden toeschouwers als gevolg. Robbedoes helpt hem om een stabiel huis neer te poten. Ze houden echter geen rekening met de getijden en het huis wordt in zee meegesleurd, samen met Robbedoes en Kwabbernoot. In een storm gaat het huis kapot, maar de helden worden uiteindelijk gered. Terug thuis krijgen ze bezoek van een opdringerige verkoper die hen een prefabhuis wil aansmeren. Hij wordt hardhandig opgesloten.

### De erfenis
Robbedoes krijgt als erfenis een oud huis en een schat. Die schat moet hij echter nog zelf gaan zoeken. In het huis zoeken Robbedoes en Kwabbernoot aanwijzingen, maar ze worden gedwarsboomd door een kennis van Robbedoes' overleden oom. Ze overmeesteren hem en ontdekken dat hij de schatkaart in zijn bochel verstopt.
De schat leidt de helden naar Afrika. Een zekere meneer Wellwell is daar als hun gids aangesteld. Hij leidt hen naar een groep inboorlingen waarvan de tovenaar de schat van Robbedoes' oom weet liggen. Hij brengt Robbedoes en Kwabbernoot naar de schat, die volledig blijkt te bestaan uit whisky. Twee bandieten proberen de schat nog te stelen, maar de twee helden weten hen uit te schakelen. Teleurgesteld in de schat keren ze terug, maar niet zonder even te proeven. Dronken waggelen ze huiswaarts.

### Radar de robot
Robbedoes en Kwabbernoot zijn op reportage in een dorp dat geterroriseerd wordt door een wagen zonder chauffeur. De helden willen het mysterie doorgronden. Robbedoes springt in de auto en ontdekt dat die vanop afstand wordt bestuurd. De wagen brengt hem naar zijn uitvinder, een gekke geleerde. Zijn robot Radar ontdekt de indringer en brengt hem naar zijn meester. Die wil de wereld in vuur steken, maar Robbedoes saboteert zijn uitvinding en vlucht. De geleerde stuurt Radar achter hem aan. Robbedoes wordt gevangen. De geleerde gaat door met zijn plannen en de reusachtige bom landt in een veld. De bom blijkt echter te bestaan uit een hoop ongevaarlijke rommel.
De helden verloren Radar uit het oog. Hij gaat achter hen aan, maar de robot blijkt niet gemakkelijk uit te schakelen. Met een duwtje van de door hen geleende jeep belandt de robot in een beek waardoor hij kortsluiting maakt en naar de bodem zinkt. De gekke geleerde werd intussen opgenomen in een instelling.